# Libanese Surinamers
Libanese Surinamers zijn een bevolkingsgroep in Suriname. Zij kwamen sinds eind 19e eeuw uit eigen initiatief naar Suriname en waren lange tijd vooral handelaren in textiel. Ze zijn begin 21e eeuw geïntegreerd in de Surinaamse samenleving.

## Geschiedenis
In 1835 waren er weliswaar al twee plantages in Suriname met de naam Libanon, maar van immigratie was nog geen sprake tot circa de jaren 1890. Libanezen werden niet geworven als contractarbeider, maar kwamen sindsdien uit eigen initiatief om in textiel te handelen. Enkele voorbeelden zijn Jozef Nassief, tevens oprichter van de Libanistenclub, en de familie Nouh-Chaia, eigenaar van Readytex in de Maagdenstraat.
Libanezen werden in Suriname ook wel Syriërs genoemd, maar de meesten zijn afkomstig uit het noorden van Libanon, met name het dorp Bazaoun in het district Bsharri. De eerste Libanezen kwamen via de Frans-Guyanese hoofdstad Cayenne of de Brits-Caraïbische eilanden naar Suriname. Nadat zich een eerste groep had gevestigd, kwamen er ook Libanezen rechtstreeks aan. Ze waren in Libanon aangesloten bij de maronitische kerk en sloten zich in Suriname aan bij de rooms-katholieke kerk. Tot Libanese familienamen behoren Brahim, Issa en Frangie.
Het aantal Libanezen dat naar Suriname is gekomen is beperkt. In de jaren 1970 bestond de bevolkingsgroep uit rond de 500 personen. Sinds hun komst hebben Libanese zakenlieden een groot deel van de markt voor stoffen voor dameskleding in handen gehad. In 1939 was ongeveer de helft van de betere textielzaken in Paramaribo in Libanees eigendom. Door verwantschap met andere Libanezen hadden ze vaak een goed netwerk in het Caraïbisch gebied. Begin jaren 1990 bezaten Libanezen nog rond een derde van het Surinaamse textiel-marktaandeel. Eind 20e eeuw zijn velen inmiddels hoger opgeleid en importeren en verhandelen ook andere producten, waaronder consumptiegoederen, en zijn werkzaam in andere sectoren, zoals het bankwezen, de industrie en bij de overheid.

## Integratie
Libanese Surinamers kwamen veelal bijeen in de Libanistenclub, tot deze rond 1960 gesloten werd. In 1996 werd de Surinaamse Libanese Vereniging opgericht als centrale vertegenwoordiger.
Aanvankelijk ging het bij de Libanezen om immigraties van gezinnen, waardoor er geen vermenging was met andere Surinamers. Ook de tweede generatie haalde vaak een partner uit het dorp van herkomst. Aan het eind van de 20e eeuw zijn Libanezen in het algemeen geïntegreerd en sluiten ze gemengde huwelijken met Surinamers met een andere herkomst. Ook hebben de latere generaties weinig contact meer met Libanon en spreken amper tot geen Arabisch.